# Oxílithos
Oxílithos är en ort i Grekland.   Den ligger i prefekturen Nomós Evvoías och regionen Grekiska fastlandet, i den östra delen av landet, 70 km nordost om huvudstaden Aten. Oxílithos ligger 121 meter över havet och antalet invånare är 1 061. Den ligger på ön Euboia.
Terrängen runt Oxílithos är huvudsakligen kuperad, men västerut är den bergig. Havet är nära Oxílithos åt nordost. Runt Oxílithos är det ganska glesbefolkat, med 42 invånare per kvadratkilometer. Närmaste större samhälle är Alivéri, 19,4 km söder om Oxílithos. == Kommentarer ==
1. ↑  Framräknat ur variansen i alla höjduppgifter (DEM 3") från Viewfinder Panoramas, inom 10 km radie.[2] Mer om algoritmen finns här: Användare:Lsjbot/Algoritmer.